# 入間広成
入間 広成（いるま の ひろなり）は、奈良時代から平安時代初期にかけての貴族。官位は従五位下・造東大寺次官。

## 出自
物部直氏は武蔵国造一族かつ聖徳太子の舎人であった物部兄麻呂に始まる氏族で、天穂日命の17世孫の天日古曽乃己呂命の子孫とされる。

## 経歴
武蔵国入間郡の人。天平宝字8年（764年）に発生した藤原仲麻呂の乱において、藤原仲麻呂軍が越前国へ逃れるために愛発関に入ろうとしたところを拒みこれを退却させる（このときの官職は授刀舎人）など、乱での功労により勲五等の叙勲を受ける。神護景雲2年（768年）広成以下一族6人が物部直から入間宿禰に改姓する（このときの位階は正六位上）。
桓武朝初頭の天応元年（781年）征夷の功労により外従五位下に叙せられ、翌延暦元年（782年）陸奥介に任ぜられる。征東軍監を経て、延暦7年（788年）には蝦夷の地への赴任経験と戦場経験の豊富さを買われ、多治比浜成・紀真人・佐伯葛城と共に征東副使（副将軍）に任ぜられ蝦夷征討にあたる。延暦8年（789年）6月に鎮守府副将軍の池田真枚・安倍猨嶋墨縄と共に陸奥国胆沢（現在の岩手県奥州市）へ侵攻するために、北上川の渡河を伴う大規模な軍事作戦を実行したが、蝦夷の軍勢の挟み撃ちに逢って大敗する。広成は自らは陣営の中に留まって部下の補佐官のみを出撃させ大敗を招いたとして朝廷から批判を受け、9月には大納言・藤原継縄らから取り調べを受けて敗戦の責任を承服している。しかし、具体的な処罰は受けなかったらしく、翌延暦9年（790年）には従五位下・常陸介に叙任されている。
延暦18年（799年）造東大寺次官に任ぜられた。

## 官歴
『六国史』に基づく。
- 神護景雲2年（768年） 7月11日：物部直から入間宿禰に改姓
- 天応元年（781年） 9月22日：外従五位下
- 延暦元年（782年） 6月17日：陸奥介
- 延暦3年（784年） 2月：征東軍監
- 延暦7年（788年） 2月14日：近衛将監。3月21日：征東副使（副将軍）
- 延暦9年（790年） 2月26日：従五位下（内位）。3月10日：常陸介
- 延暦18年（799年） 3月10日：造東大寺次官